# Melechesh
Melechesh es un cuarteto asirio de black metal que se originó en 1993 en Jerusalén, siendo este conformado exclusivamente por asirios. Aunque también tiene y ha tenido integrantes de diferentes países como: Armenia, Países Bajos y Palestina, Ashmedi comenzó el grupo como un proyecto en solitario en 1993. Al año siguiente, el guitarrista Moloch y el baterista Lord Curse se unieron al grupo. La meta del grupo es crear un tipo de black metal que incorpore influencias medio-orientales extensas, siendo este basado líricamente en apologías del zuismo, ocultismo y asirianismo; el grupo inventó el título "Mesopotamian Metal" para describir mejor su tipo de metal.

## Controversias
La banda ha sido acusada de neoantisemita por la portada de su álbum As Jerusalem Burns...Al'Intisar, en la cual se representa la destrucción del Segundo Templo en el Sitio de Jerusalén. Además, también han sido también tachados de racistas por su exclusividad étnica al sólo permitir miembros de raza asiria en la banda.

## Nombre
El nombre Melechesh consiste de dos palabras hebreas, מלך (melech, "rey") y אש (esh, "fuego"), una combinación que el grupo ha originado. La ch se pronuncia como la j española, ch escocesa como en la palabra LOCH o la G holandesa (kh). La pronunciación correcta en español sería Melejesh Otra pronunciación aceptada y común es MeleKesh.

## Historia
La publicación del grupo en 1995 del demo oficial As Jerusalem Burns... y del EP de siete pulgadas The Siege of Lachish atrajeron la atención de admiradores del metal underground y de las autoridades locales. El grupo fue acusado de "actividades de Culto Oscuro" por las autoridades policiales de Jerusalén, sobre todo por la portada de un periódico que tergiversó algunos hechos. Los cargos fueron eventualmente retirados.
En 1996, el grupo publicó su álbum debut As Jerusalem Burns...Al'Intisar en un sello discográfico estadounidense de black metal; entonces recién contratados, el bajista Al' Hazred se unió al grupo.
Debido a varias razones personales y profesionales, los miembros del grupo se vieron obligados a trasladarse a Francia y Países Bajos en 1998. Lord Curse se quedó en Jerusalén y más tarde se mudó a Estados Unidos para continuar sus estudios de Arte, lo que exigía que el grupo contratara un nuevo baterista. El hombre principal y baterista de Absu Proscriptor pronto llenó el puesto vacante. Desde ese momento, Melechesh ha publicado dos álbumes de larga duración: Djinn (2001), que se ocupa de la mitología mesopotámica, y Sphynx (2003), que se ocupa de la mitología mesopotámica y sumeria, manteniendo siempre los temas ocultos negros y del Cercano Oriente cercanos a sus corazones.
Recientemente, el grupo grabó su cuarto álbum Emissaries que está disponible en Europa por Osmose Productions y en Estados Unidos y Canadá por The End Records. Mientras tanto Xul ha reemplazado a Proscriptor como el baterista de tiempo completo del grupo. Además, Proscriptor, mientras ya no está en el grupo, planea volver a publicar The Siege of Lachish en sello discográfico (Tarot Productions) también en 2007.

## Orígenes
A veces Melechesh es erróneamente referido como un grupo israelí, una confusión errada porque el grupo comenzó su carrera en Jerusalén (y Belén) y operaban desde ahí entre 1993 y 1997, residiendo, sin embargo, en Ámsterdam durante la mayor parte de su carrera. Actualmente el grupo abarca cuatro etnias, ninguna de origen israelí (judío o árabe): armenio-asiria  (Ashmedi), asiria (Moloch), holandesa (Xul) y ucraniana (Al' Hazred). Sin embargo, Kawn (Marco de Bruin) es su bajista oficial en vivo y lo ha sido desde 2004.
Por otra parte, algunos piensan que Melechesh tiene temas mitológicos egipcios, siendo que en su carrera de 13 años, nunca han cantado sobre ningún tema egipcio.

## Miembros

### Actuales
- Ashmedi – vocales principales, guitarras líder y de ritmo, guitarra acústica de 12 cuerdas, teclado y percusión
- Moloch – guitarras líder y de ritmo, Buzuq
- Xul – batería y percusión.
- Kawn – bajo en vivo, vocales de fondo.

### Antiguos
- Lord Curse – batería (en As Jerusalem Burns...)
- Proscriptor – batería y percusión, vocales, letras (en Djinn and Sphynx)
- Al' Hazred – bajo, vocales adicionales.

## Discografía[2]
- As Jerusalem Burns... (demo, 1995)
- The Siege of Lachish (EP, 1995)
- As Jerusalem Burns...Al'Intisar (larga duración, 1996)
- Djinn (larga duración, 2001)
- Sphynx (larga duración, 2003, 2004 en Norteamérica)
- The Ziggurat Scrolls (EP, 2004)
- Emissaries (larga duración, 2006-2007 en Norteamérica)
- The Epigenesis (2010)
- Mystics Of The Pillar II (EP, 2012)
- Enki (larga duración 2015)